# زودياك السفاح
زودياك السفاح، هو اسم مستعار لقاتل متسلسل مجهول الهوية، ارتكب جرائمه في شمال كاليفورنيا أواخر الستينيات. وُصفت قضيته بأنها أشهر قضية قتل لم يتم حلها في التاريخ الأمريكي، وأصبح جزءًا أساسيًا من الثقافة الشعبية ومحورًا لجهود المحققين الهواة.
قتل زودياك خمسة ضحايا تم التعرف عليهم في منطقة خليج سان فرانسيسكو في الفترة من ديسمبر 1968 إلى أكتوبر 1969 في المناطق الريفية والحضرية والضواحي، واستهدف الأزواج الشباب وسائق سيارة أجرة وحيد. وقعت هجماته المعروفة في بينيسيا، فاليجو، ومقاطعة نابا ومدينة سان فرانسيسكو. نجا اثنان من ضحاياه المصابين. كما زعم زودياك أنه قتل سبعة وثلاثين ضحية، ويشتبه في تورطه في العديد من القضايا الأخرى، بعضها في جنوب كاليفورنيا أو خارج الولاية.
صاغ زودياك اسمه في سلسلة من الرسائل الساخرة التي أرسلها بالبريد إلى الصحف الإقليمية، والتي هدد فيها بالقتل والتفجيرات إذا لم تتم طباعتها. تضمنت بعض الرسائل رموزًا أو شيفرات ادعى فيها أنه كان يجمع ضحاياه ليكونوا عبيدًا للحياة الآخرة. من بين الشفرات الأربعة التي كتبها، لا تزال اثنتان منها دون حل، ولم يتم حل واحدة إلا في عام 2020. وبينما تم اقتراح العديد من النظريات المتعلقة بهوية القاتل، فإن المشتبه به الوحيد الذي ذكرته السلطات علنًا هو آرثر لي ألين، وهو مدرس سابق في مدرسة ابتدائية ومدان بارتكاب جرائم جنسية توفي في عام 1992.
على الرغم من أن زودياك توقف عن المراسلات الكتابية حوالي عام 1974، إلا أن الظروف الاستثنائية المحيطة بالقضية حظيت باهتمام دولي مستمر. صنفت إدارة شرطة سان فرانسيسكو القضية بأنها "غير نشطة" في أبريل 2004، لكنها أعادت فتحها في وقت ما قبل مارس 2007، ولا تزال القضية مفتوحة أيضًا في مدينة فاليجو، وكذلك في مقاطعتي نابا وسولانو. ومنذ عام 1969 تحتفظ وزارة العدل في كاليفورنيا بملف القضية مفتوح بشأن جرائم القتل التي ارتكبتها زودياك منذ عام 1969
يُزعم انه جرى التعرف عليه في العام 2021

## الضحايا

### ضحايا مؤكدون
رغم أن الزودياك ادعى في رسائله التي وجهها إلى الصحف على أنه قتل 37 شخصا، إلا أن التحقيقات تؤكد أن هناك سبع ضحايا مؤكدة فقط، نجا منهم اثنان فقط. وهم:
- ديفيد آرشر فارادي، 17 سنة، وبيتي لو جنسن، 16 سنة: أطلق عليهما النار وقتلا في 20 ديسمبر، 1968 في طريق بحيرة هيرمان داخل حدود مدينة بنيسيا.
- مايكل رينو، 19 سنة، ودارلين إليزابيث فارين، 22 سنة: أطلق عليهم النار في 4 يوليو 1969 في موقف للسيارات بمدينة فاليجو. في حين أن مايكل رينو نجا، أعلن عن وفاة فيرين بمستشفى قريب.
- برايان كالفن هارتنل، 20 سنة، وسيسيليا آن شيبرد، 22 سنة، طعنوا في 27 سبتمبر 1969 ببحيرة بيرياسا بولاية نابا. نجا برايان من ثمانية طعنات بالظهر، لكن سيسيليا شيبرد توفيت نتيجة لجروحها البليغة في 29 سبتمبر 1969.
- بول لي ستاين، 29 سنة، أطلق عليه النار وقتل في 11 أكتوبر 1969 في مرتفعات برسيدو بسان فرانسيسكو.

### ضحايا غير مؤكدين
ضحايا القتل التالية يشتبه بهم على أنهم ضحايا للزودياك، لكن لم يتم تأكيد أي واحدة:
- روبرت دومينغوس، 18 سنة وليندا إدواردز 17 سنة: قتلا في 4 يونيو 1963، في شاطئ قرب مدينة جافيوتا. روبرت وليندا تم اعتبارهما كضحايا محتملة بسبب التشابه بين مقتلهما وهجوم الزودياك قرب بحيرة بيرياسا بعد ستة سنوات.
- شيري جو بيتس، 18 سنة، طعن حتى الموت وقطع رأسه تقريبا في أكتوبر. المراسل الصحفي بول أفري تلقى معلومات متعلقة بأوجه التشابه بين قتلى زودياك والظروف المحيطة بوفاة بيتس.
- دونا لاس، 25 سنة، شوهدت آخر مرة في 6 سبتمبر 1970 بمدينة ستيتلاين، حصلت صحيفة كرونيكل على بطاقة بريدية مع إعلان ملصق من الخلف في 22 مارس 1971، وتم اعتبار البطاقة البريدية على أنها وسيلة من الزودياك للربط بينه وبين اختفاء الضحية، لكن لم يتم الكشف عن أدلة حاسمة تؤكد ذلك وتنفيه.[10]

هناك أيضا ناج ثالث يشتبه أن يكون من ضحايا زودياك السفاح:
- كاثلين جونز، 22 سنة، تزعم أنه تم اختطافها في 22 مارس 1970، في طريق سريع بالقرب من مدينة موديستو. جونز هربت من السيارة التي كان يسوقها رجل قام بتوصيلها وطفلتها الرضيعة بين ستوكتون وباتيرسون لحوالي ساعة ونصف.[11]

## الخط الزمني

### هجوم بحيرة هيرمان
أول جريمة قتل نسبت للزودياك كانت حادثة إطلاق النار على الطالبين بيتي لو جنسن وديفيد فارادي في 20 ديسمبر 1968، في الطريق المؤدية لبحيرة هيرمان داخل حدود بنيسيا
الاثنان كانا في موعدهما الأول وكانت خطتهما أن يحضرا حفل عيد الميلاد بثانوية هوجان وعلى بعد ثلاث مربعات سكنية من منزل بيتي. لكن بدل ذلك قاما بزيارة صديق لهما قبل التوقف بمطعم محلي واستخدام طريق هيرمان. وحوالي الساعة العاشرة مساء توقف ديفيد بسيارته بمنطقة معروفة كمنقطة للعشاق.
بعد وقت وجيز حوالي الساعة الحادية عشر، امرأة تعيش بالقرب اسمها ستيلا بوجز وجدت جثتيهما نقيب الشرطة بمقاطعة سولانو حقق بالجريمة لكن لم يتم تحقيق أي تقدم بالقضية.
مستفيدا من أدلة الطب الشرعي، افترض روبرت جراي سميث أن سيارة أخرى ركنت بجانب العشيقين، على ما يبدو أن الزودياك كان بالسيارة الثانية حيث خرج منها وتوجه نحو سيارة ديفيد، ليقوم بعد ذلك بأمر العشيقين بالخروج من سيارتهما، يرى الطب الشرعي أن بيتي خرجت من السيارة أولا حينما كان ديفيد يهم بالخروج، قام القاتل بإطلاق النار على ديفيد برصاصة واحدة على رأسه، أما بيتي فقد تم قتلها على بعد ثمان وعشرين قدما من السيارة بخمس طلقات على ظهرها، ثم ركب القاتل سيارته عائدا.

### هجوم ينابيع الصخرة الزرقاء
في 4 يوليو 1969، وقبل منتصف الليل بقليل، مايكل رينو ودارلين فيرين توجها إلى متنزه ينابيع الصخرة الزرقاء بالقرب من فاليجو وعلى بعد أربع أميال من موقع الجريمة السابقة. بينما جلس الاثنان في سيارة دارلين توجهت سيارة ثانية إلى المكان وتوقفت بجانبهما ولكن غادرت بسرعة، لتعود بعدها بعشر دقائق وركنت خلفهما. حيث خرج السائق من سيارته واقترب من الباب الجانبي للسيارة، حاملا معه مسدس لوجر 9 ملم ومصباحا يدويا، وجه القاتل المصباح اليدوي على عيني الضحيتين قبل إطلاق النار عليهم خمس مرات وأصاب كلتا الضحيتين، وبعض الطلقات اخترقت جسد مايكل لتصيب دارلين. مشى القاتل بعيدا إلا أنه سمع مايكل يئن فرجع وأطلق النار مرتين على الضحيتين ليقود سيارته ويذهب.
في الساعة 12 ظهرا بتاريخ 5 يوليو 1969، اتصل رجل بمديرية الشرطة بمدينة فاليجو وادعى أنه مسؤول عن الهجوم، كما ادعى أنه مسؤول عن مقتل بيتي لو جنسن وديفيد فارادي، قامت الشرطة بتتبع مكان الإتصال الذي تم من كابينة هاتف عند محطة غاز، بالقرب من منزل دارلين وعلى بعد مربعات سكنية قليلة من مديرية الشرطة بفاليجو.
توفيت دارلين فيرين بالمستشفى، أما مايكل رينو فقد نجا من الهجوم على الرغم من أن القاتل أطلق النار على وجهه، عنقه وصدره.

### رسائل الزودياك

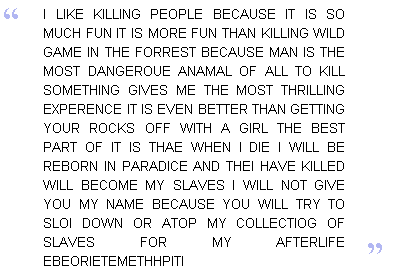
شرح رسالة للزودياك، الرسائل الباقية لم يتم تحديد معناها أو شرحها.

بتاريخ 1 أغسطس 1969، قام الزودياك بإرسال ثلاث رسائل لعدة صحف بفاليجو وسان فرانسيسكو، الرسائل الشبه المتطابقة أرسلها الزودياك ليؤكد على أنه المسؤول عن هجوم بحيرة هيرمان وهجوم منطقة الينابيع الزرقاء، كل رسالة احتوت على 480 رمزا مشفرا ادعى القاتل أنها تحتوي على هويته. أيضا طلب القاتل أن يتم طبع الرسائل بالصفحة الأولى لكل جريدة أو أنه سيبدأ طوال الأسبوع بقتل الأشخاص الوحيدين في الليل وسيفعل ذلك مرة أخرى حتى ينتهي الأمر بعشرات القتلى في نهاية الأسبوع. صحيفة كرونيكل نشرت الرسالة بالصفحة الرابعة في اليوم الموالي. مع مقالة بجانب الرمز تقتبس كلام جاك ستيلز قائد مديرية شرطة مدينة فاليجو، «نحن لسنا متأكدين أن الرسالة كتبها القاتل»، وطلب من كاتب الرسالة أن يرسل رسائل إضافية ليثبت أنه القاتل نفسه.
في 7 أغسطس 1969، تم إرسال رسالة أخرى لصحيفة محققوا سان فرانسيسكو مع تحية تقول «أعزائي المحررين هذا الزودياك يتحدث.» وكانت تلك المرة الأولى التي يستخدم فيها القاتل هذا الاسم لتعريف نفسه. الرسالة كانت ردا على طلب جاك ستيلز حيث برهن الزودياك على كونه القاتل الحقيقي فقد ضمّن تفاصيل ومعلومات عن الجرائم السابقة لم تكن قد نشرت للعموم، أيضا تضمنت رسالة للشرطة عندما سيقومون بفك شيفرة رسالته قائلا «سيحصلون علي.»
في 8 أغسطس 1969، الزوجان دونالد وبيتي هاردن من ساليناس، كاليفورنيا، قاما بفك الحروف المشفرة، وتكون الحروف رسالة بها أخطاء إملائية حيث يدعي القاتل أنه يجمع العبيد من أجل الحياة الآخرة. قال القاتل أنه لن يظهر هويته الحقيقية لأن هذا سيبطئ أو سيوقف جمعه للعبيد.

### هجوم بحيرة بيرياسا
في 27 سبتمبر 1969، برايان هارتنل وسيسيليا شيبرد كانا يتنزهان ببحيرة بيرياسا، حيث اقترب منهما رجل حاملا سيفا ومرتديا نظارة وقلادة على صدره تحمل رمز الصليب، ثم أخرج مسدسا يعتقد هارتنل أنه كان من نوع 45ACP. الرجل الغريب ادعى أنه متهم هارب من سجن دير لودج وأنه قد قام بقتل حارس أمن وسرق سيارة، وشرح لهما أنه يحتاج مالهم وسيارتهم للذهاب إلى مكسيكو. ثم بعد هذا قام بإخراج أطوال من البلاستيك ثم طلب من شيبرد أن تقوم بربط هارتنل، قبل أن يقوم هو بربطها. قام القاتل بعدها بفحص هارتنل ليكتشف أن شيبرد لم تقم بربطه بإحكام فسحب القاتل سكينا ثم قام بطعنهما بطريقة متكررة ثم مشى 500 ياردة عائدا لطريق نوكسفيل ثم وضع قلادته على باب سيارة هارتنل وكتب تحتها مستخدما قلما من نوع فلوماستر: «فاليجو/12-20-68/7-4-69/سبتمبر 27-69-6:30/باستخدام سكين.»
رجل وابنه كانا يصطادان بالقرب اكتشفا الضحيتين بعد سماع صراخهما طلبا للعون، قاما باستدعاء حرس المتنزه. نائبا الشرطة دايف كولينز وراي لاند كانا أول من حضر لمسرح الجريمة. سيسيليا شيبرد كانت واعية عندما قدم كولينز حيث زودته بتفاصيل عن القاتل. تم نقل هارتنل وشيبرد إلى المستشفى بعدها، دخلت شيبرد في غيبوبة أثناء نقلهما ولم تعد إلى وعيها مجددا، ثم توفيت لاحقا بعد يومين، أما هارتنل فقد نجا ليحكي قصته للصحف. المحقق كين نارلو الذي عين لحل القضية عمل عليها حتى تقاعده سنة 1987.
عند السابعة مساء اتصل القاتل بمكتب نائب الشرطة بمقاطعة نابا، كاليفورنيا من هاتف عمومي ليبلغ عن جريمته الأخيرة. عُثِر على الهاتف، على بعد مربعات سكنية قليلة من مكتب نائب الشرطة وعلى بعد 27 ميلا من مسرح الجريمة، تمكن المحققون من رفع بصمات من الهاتف لكنهم لم يستطيعوا مطابقتها مع المشتبه بهم.

### هجوم مرتفعات برسيديو
بعد أسبوعين في 11 أكتوبر 1969، ركب شخص سيارة أجرة يقودها بول ستاين عند تقاطع شارعي ماسون وجيري (على بعد مربع سكني واحد من ساحة الاتحاد) طلب من بول أن يأخذه إلى واشنطن وشوارع مابل. لسبب غير معروف أخذ بول منعطفا آخر فأطلق الراكب على رأسه الرصاص مرة واحدة باستخدام مسدس من نوع 9ملم وسرق محفظته ومفاتيح سيارته، ثم مزق قطعة قماش ملطخة بالدماء من قميص بول، هذا الراكب تمت ملاحظته من قبل ثلاث مراهقين قبالة الشارع، الذين قاموا بالإتصال بالشرطة بينما كانت الجريمة مستمرة، أيضا رأوا الراكب يمسح سيارة الأجرة قبل رحيله.
على بعد مربعين سكنيين من مسرح الجريمة، رأى الشرطي دون فوك الذي استجاب للنداء رجلا أبيض يمشى على جانب الشارع، حسب أقوال الشرطي هذه المواجهة دامت لمدة 5 إلى 10 ثوانٍ. لم يتم إيقاف الرجل لأن المبلغين عن الجريمة قالوا أنهم رأوا رجلا أسود البشرة. لم يُعثَر على أي مشتبه بهم محتملين، وقد عمل المراهقون مع فنان الشرطة بغية الحصول على رسم لقاتل بول، بعد عدة أيام، هذا الفنان عمل مع المراهقين مرة أخرى على الحصول على رسم ثان للقاتل.
تم تعيين المحققين بيل أرمسترونج ودايف توتشي للعمل على القضية.
مديرية الشرطة بسان فرانسيسكو استجوبت 2500 مشتبها بهم طوال مدة من الزمن.

### الرسالة بخصوص ستاين وتهديد الحافلة
بتاريخ 14 أكتوبر 1969، صحيفة «كرونيكل» توصلت برسالة من الزودياك تتضمن قطعة قماش من قميص بول ستاين كدليل على أن الزودياك هو القاتل، الرسالة تضمنت أيضا تهديدا حول قتل أطفال مدرسة في حافلة مدرسة، وكتب الزودياك «أطلق فقط على العجلة الأمامية ثم ستجد الأطفال يتطايرون في الفضاء.»

### الإتصال ببرنامج حواري
على الساعة الثانية مساء وبتاريخ 20 أكتوبر 1969، شخص يدعي أن يكون الزودياك طلب من مديرية الشرطة بمدينة أوكلاند، كاليفورنيا أن يظهر واحد من المحامييَن البارزين إف لي بايلي أو ميلفن بيلي، أن يظهرا في البرنامج الحواري المحلي صباح سان فرانسيسكو، اف لي بايلي لم يكن متاحا في ذلك الوقت، لكن ملفين بيلي ظهر بالبرنامج، المضيف جيم دنبر طلب من المشاهدين أن يبقوا الخطوط مفتوحة، بعدها، اتصل شخص عدة مرات وادعى أنه الزودياك، وقال أن اسمه الحقيقي هو «سام»، المحامي ميلفن بيلي وافق على مقابلته بمدينة دالي لكن المشتبه به لم يظهر أبدا.

### 340 حرفا مشفرا
في 8 نوفبر 1969، أرسل الزودياك رسالة بريدية أخرى تحتوي على 340 حرفا مشفرا، تلك الأحرف لم يتم فك شيفرتها إلى أن تم الإعلان عن فك شيفرة هذه الرسالة في الحادي عشر من ديسمبر 2020، من فريق مكون من أمريكي، أسترالي وبلجيكي، أعلن مكتب التحقيقات الفيدرالي متابعته لهذه التطورات. تم التأكد من هذا الخبر عن طريق سرد طريقة فك الشيفرة والتأكد من صحة ما ورد في هذه الرسالة 

### الرسالة الثانية بخصوص بول ستاين
في اليوم التالي، أرسل الزودياك رسالة من سبع صفحات يقول فيها أن شرطيين تحدثا معه بعد ثلاث دقائق من قتله لبول ستاين. تم نشر مقتطفات من الرسالة في صحيفة كرونيكل بتاريخ 12 نوفبمر متضمنة ما قاله الزودياك. وفي نفس اليوم، كتب دون فوك مذكرة يشرح فيها ما حدث تلك الليلة.

### الرسالة بخصوص ميلفن بيلي
في 20 ديسمبر 1969، تحديدا بعد سنة من مقتل ديفيد فارادي وبيتي جنسن، الزودياك قام بإرسال رسالة لميلفن بيلي متضمنة عينة أخرى من قميص بول ستاين يدعي فيها الزودياك أنه يحتاج مساعدة بيلي.

### هجوم موديستو
في ليلة 22 مارس 1970، كاثلين جونز كانت متوجهة سان بيرناردينو إلى بيتالوما لزيارة والدتها، كانت حاملة في الشهر السابع وكانت ابنتها ذات العشرة أشهر بجانبها. وبينما هي متوجهة غربا في الطريق السريع رقم 132 بالقرب من مدينة موديستو، سيارة كانت خلفها بدأت بالتزمير، كاثلين توقفت بجانب الطريق فركن صاحب السيارة سيارته خلفها وتقدم إليها وقال أنه لاحظ أن العجلة اليمنى لسيارتها متخلخلة وقد تنخلع بأي لحظة، وعرض عليها إصلاح سيارتها، بعد إنهاء عمله عاد الرجل إلى سيارته، بعد أن قامت كاثلين بتشغيل سيارتها والرجوع إلى الطريق السريع سقطت عجلتها اليمنى على الفور، عاد الرجل وعرض عليها أن يوصلها إلى أقرب محطة غاز فوافقت كاثلين وابنتها وركبتا سيارته، مرت السيارة بعدة محطات لكن الرجل لم يتوقف أبدا، ولمدة تسعين دقيقة قام بالقيادة ذهابا وإيابا حول الطريق الثانوية لمدينة تراساي. عندما سألته جونز عن السبب قام بتغيير الموضوع. عندما توقف السائق في تقاطع طرق قفزت بمعيًة ابنتها واختبأت داخل حقل. بحث السائق عنها مستخدما مصابيح سيارته الأمامية وأخبرها أنه لن يؤذيها، بعد أن يئس رحل بعيدا بسيارته. ثم ذهبت كاثلين لمركز الشرطة بمدينة باتيرسون.
عندما أدلت جونز بتصريح للشرطة، لاحظت الصورة المرسومة لقاتل بول ستاين وتعرفت عليه على أنه الرجل الذي اختطفها وابنتها. خوفا من أين يعود القاتل ويقتل جونز وابنتها جعلت الشرطة جونز تحت الرقابة لمدة، وعند الليل، بالقرب من مطعم يسمى مطعم ميلز وُجدت سيارة كاثلين محروقة ومهشمة.

### اتصالات الزودياك الأخرى
تابع الزودياك إرسال التواصل مع السلطات ليذكرهم بجرائمه عن طريق رسائل وبطاقات تهاني للصحف، في رسالة أرسلها بتاريخ 20 أبريل 1970، كتب الزودياك «اسمي هو _____،» متبوعة ب13 حرفا مشفرا. أيضا نفى الزودياك للسلطات أن يكون مسؤولا عن تفجير مركز الشرطة في سان فرانسيسكو (وفاة الرقيب برايان مكدونيل الناتج عن تفجير مركز الشرطة 18 فبراير 1970، يومين بعد التفجير الذي حصل في حديقة جولدن جيت) لكنه أضاف قائلا: لا يوجد مجد أكثر من قتل شرطي لأن الشرطي يمكن أن يدافع عن نفسه«الرسالة تضمنت أيضا رسما تفصيليا لقنبلة ادعى الزودياك أنه قد يستخدمها في تفجير حافلة مدرسية، وأسفل الرسم كتب:  = 10, SFPD = 0.» والتي تعني: «الزودياك = 10، مديرية شرطة فرانسيسكو = 0»
الزودياك أرسل بطاقة تهنئة لصحيفة كرونيكل في 28 أبريل 1970، كاتبا فيها: «أتمنى أن تستمتعوا بأنفسكم عندما أحظى بانتقامي»، متبوعة بصورة رمز الصليب، وعلى خلف البطاقة هدد الزودياك أنه سيقوم بتفجير حافلة المدرسة إلا إذا قامت الصحيفة بنشر جميع التفاصيل التي كتبها، طلب أيضا أن يرى الناس يلبسون «أزرار زودياك جميلة»
في رسالة أرسلها بتاريخ 26 يونيو 1970، صرح الزودياك أنه كان مستاء لأن الناس لم يرتدوا «أزرار زودياك»، وقد كتب:«لقد أطلقت النار على رجل جالس في سيارة مركونة بمسدس من نوع.38.» يحتمل أن الزودياك كان يلمح لجريمة قتل الرقيب ريتشارد راديتش، أي قبل أسبوع بتاريخ 19 يونيو، كان ريتشارد يكتب مخالفة مرور بسيارة فرقته عندما أطلق عليه شخص النار على رأسه، توفي ريتشارد بعد 15 ساعة، نفت مديرية الشرطة بسان فرانسيسكو أن يكون الزودياك متورطا بالجريمة حيث لم يتم حلها.
رسالة الزودياك تضمنت صورة لمنطقة مونت ديابلو مرسوم عليها رمز الصليب (دائرة وسطها صليب) الذي اعتاد رسمه في ردوده السابقة، وكتب رقم صفر، ثم رقم ثلاثة، ستة، وتسعة. تضمنت الرسالة أيضا 35 حرفا مشفرا ادعى الزودياك أنها إحداثيات لقنبلة قام بدفنها ولم يقم بتشغيلها. الحروف المشفرة لم يتم فكها أبدا، كذلك لم يتم إيجاد مكان القنبلة أبدا، وقع الزودياك الرسالة بالتالي: « = 12, SFPD = 0.»
و في رسالة أخرى لصحيفة كرونيكل" بتاريخ 24 يونيو 1970 قال الزودياك أنه مسؤول عن اختطاف كاثلين جونز أي بعد أربعة أشهر من الحادثة.
و في 26 يونيو 1970، أعاد الزودياك صياغة كلمات أغنية لفرقة تدعى ميكادو حيث أضاف كلماته الخاصة حول إنشاء «قائمة صغيرة» للطرق التي خطط الزودياك للقيام بها لتعذيب «عبيده» في «الفردوس». تم توقيع الرسالة برمز صليب مبالغ فيه ونتيجة جديدة: « = 13, SFPD = 0.»
في 5 أكتوبر 1970، توصلت صحيفة كرونيكل بطاقة بريدية طولها 3-5 إنش موقعة برمز  مغطى بالدماء، تمت كتابة الرسالة على البطاقة عن طريق لصق كلمات وأحرف من نسخ سابقة للصحيفة، أيضا كان بالبطاقة 13 ثقبا، المحققان أرمسترونج وتوتشي اتفقا أنه من المرجح جدا أن تكون هذه الرسالة من الزودياك.

### رسالة الزودياك لبول أفري
في 27 أكتوبر 1970، المراسل الصحفي لصحيفة كرونيكل بول أفري تلقى بطاقة هالووين موقعة بالحرف Z متبوعا بعلامة الصليب التي يستعملها الزودياك، مع جملة «اختبئ، أنت هالك» بخط يدوي. تم أخذ التهديد بجدية وتم نشره في الصفحة الأولى لجريدة كرونيكل. بعدها بوقت وجيز تلقى بول أفري رسالة عن نشاطات الزودياك والتشابه بينها وبين جريمة قتل شيري جو بيتس الغير محلولة، والتي وقعت قبل أربع سنوات في كلية بريفرسايد في منطقة لوس أنجلوس الكبرى. وقد كتب عن هذا في صحيفة كرونيكل في 16 نوفمبر 1970.

### هجوم ريفرسايد
في 30 أكتوبر 1966، أمضت شيري لو بيتس ذات ال18 سنة المساء في مكتبة بحرم الكلية حتى أغلقت في الساعة التاسعة مساء، قال الجيران أنهم سمعوا صراخا قرابة الساعة العاشرة والنصف مساء، عُثِر على بيتس ميتة مضروبة ومطعونة بشكل وحشي على بعد مسافة قصيرة من المكتبة بين منزلين مهجورين كان من المقرر هدمهما من أجل التجديدات، تم إيجاد ساعة رجالية من نوع «تايمكس» بالقرب من الجثة، وتوقفت الساعة عن العمل في الساعة لم تعتبر الشرطة أن الجريمة من جرائم الزودياك لإنها وقعت قبل مدة طويلة من بدايته.
بعد شهر، في 26 نوفمبر 1966، تم إرسال وثيقة بعنوان الاعتراف لشرطة ريفرسايد وصحيفة ريفرسايد بخط كتابة يطابق تقريبا خط الزودياك، ادعى الكاتب أنه مسؤول عن مقتل بيتس، حيث قدم تفاصيل خاصة بالجريمة لم يتم إعلانها للعامة، وحذر الكاتب أيضا أن بيتس «هي ليست الأولى ولن تكون الأخيرة»
في ديسمبر 1966، تم إيجاد قصيدة ممزقة من الأسفل على جانب مكتب بمكتبة كلية بمدينة ريفرسايد، طريقة وخط الكتابة يشبه رسائل الزودياك، محقق الوثائق المشبوهة الأول بكاليفورنيا شيوورد موريل أعرب عن رأيه في الموضوع وقال أن القصيدة قد كتبت من قبل الزودياك.
في 30 أبريل 1967، تماما بعد 6 أشهر من مقتل بيتس، تلقى والدها، صحيفة ريفرسايد وشرطة ريفرسايد أيضا رسائل مكتوبة بدون عناية (بسرعة) شبه مطابقة، النسخ الخاصة بصحيفة وشرطة ريفرسايد تقول: «كان على بيتس أن تموت وسيكون هنالك المزيد»، مع «خربشة» صغيرة أسفل الرسالة ترمز لحرف "Z"، أما الرسالة الخاصة بوالد بيتس فتقول «وجب عليها أن تموت وسيكون هنالك المزيد» لكن بدون توقيع "Z".[بحاجة لمصدر]
في 16 مارس 1971، بعد أربع شهور تقريبا من كتابة بول أفري أول مقالة عن بيتس، أرسل الزودياك رسالة لصحيفة «لوس أنجلوس تايمز». أثنى الزودياك في الرسالة على الشرطة لأنهم كشفوا «نشاطاته بريفرسايد»، لكنه قال أنهم وجدوا الأشياء السهلة فقط، هناك الكثير من الأشياء بذلك المكان.
لم يتم تأكيد وجود صلة بين شيري جو بيتس والزودياك، بول أفري ومديرية الشرطة قالت أن الزودياك لم يقتل بيتس وأنه أرسل تلك الرسائل ليدعي أنه الفاعل وأنه كذب بشأن ذلك.

### الإختفاءببحيرة تاهو
في 22 مارس 1971، تم إرسال رسالة لصحيفة كرونيكل موجهة لبول أفري، ويعتقد أنها من الزودياك، أرسلت الرسالة لتأخذ المسؤولية عن اختفاء دونا لاس في 6 سبتمبر 1970، الذي وقع في كلية.
كانت لاس تعمل كممرضة في أحد المنتجعات، وكانت تعمل حتى الساعة 2 صباحا، بعد معالجتها لمريضها الأخير قرابة الساعة 1:40 صباحا، وفي نفس اليوم، تلقى مدير عملها وصاحب المنتجع اتصالا هاتفيا من شخص مجهول يدعي فيه أن لاس قد غادرت المدينة بسبب حالة عائلية طارئة. عُثِر على ما يعتقد أنه قبر بالقرب من مدينة نوردن بكاليفورنيا، وبعد عمليات حفر للمكان عُثِر على نظارات فقط.[بحاجة لمصدر]
لم يُعثَر على أية أدلة حاسمة تؤكد تورط الزودياك باختفاء لونا لاس.

### هجوم سانتا باربارا
في 13 نوفبمر 1972، افترض المحقق بيل بايكر أن مقتل زوجين شابين في شمالي مقاطعة سانتا باربارا قد يكون من جرائم الزودياك. الجريمة التي وقعت في 4 يونيو 1963، حيث تم إطلاق النار على روبرت دومينغوس وخطيبته ليندا إدوارد في شاطئ قرب مدينة لومبوك، تعتقد الشرطة بأن القاتل قام بتقييد الزوجين، لكن عندما قاما بتحرير نفسيهما ومحاولة الهروب أطلق عليهم القاتل النار بشكل متكرر على الظهر والصدر باستخدام مسدس.22. ثم قام بوضعهما في كوخ، ثم حاول حرقهما لكنه لم ينجح.[بحاجة لمصدر]

### رسالة الزودياك الأخيرة
بعد رسالته المتعلقة باختفاء دونا لاس، ظل الزودياك صامتا لقرابة ثلاث سنوات، بعدها تلقت صحيفة كرونيكل رسالة من الزودياك بتاريخ 29 يناير 1974 واصفا فيها فيلم طارد الأرواح الشريرة على أنه «أفضل كوميديا ساخرة» شاهدها في حياته، وتضمنت الرسالة قصاصة من أغنية لفرقة ميكادو والرمز المعتاد في الأسفل الذي لم يتم تفسيره حتى الآن، وختم الزودياك الرسالة بنتيجة جديدة، «أنا=37، الشرطة=0»

### رسائل أخرى مشبوهة
رسائل أخرى أرسلت من قبل العامة إلى وسائل الإعلام، بعضها كان مشابها لكتابات الزودياك السابقة، صحيفة كرونيكل تلقت رسالة في 14 فبراير 1974 تخبر المحررين أن الأحرف الأولى لجيش التحرير التكافلي تنطق في اللغة النوردية ككلمة «قتل». لم يتم اعتبار الرسالة على أنها مرسلة من قبل الزودياك لأن خط الكتابة لم يكن مشابها.
في رسالة لصحيفة كرونيكل بتاريخ 8 مايو 1974، تظهر شكوى بأن الفيلم بادلاندز هو «تمجيد للقتل» أو «تحريض على القتل» وطلب الكاتب من الجريدة أن تقوم بإيقاف إعلاناته مع توقيع «مواطن»، خط الكتابة ولهجة الرسالة أيضا كانا مشابهين لرسائل الزودياك الأخيرة.[بحاجة لمصدر]
بعد ذلك، توصلت صحيفة كرونيكل برسالة شكوى في 8 يوليو 1974، أخرى حول أحد كتابها، ماركو سبينلي، مع توقيع «الشبح الأحمر (أحمر مع الغضب)»
رسالة بتاريخ 24 أبريل 1978، ظنت في البداية على أنها من الزودياك، لكن اعتبرت خدعة في أقل من ثلاث أشهر من قبل ثلاثة خبراء، المحقق دايف توتشي الذي عمل على القضية منذ مقتل بول ستاين، اتهم لكونه قام بتزوير الرسالة، لأن أرميستد موبين قال أن الرسالة مشابهة لرسالة «معجب» أرسلت له سابقاو اتهم أن توتشي قام بكتابتها، اعترف توتشي أنه هو كاتب رسالة الإعجاب تلك لكنه نفى تزويره لرسالة الزودياك وتم إعفاءه من الإتهامات التي وجهت إليه، لم يتم التحقق من كاتب الرسالة الحقيقي.
في 3 مارس 2007، عُثِر على بطاقة تهنئة بعيد الميلاد كانت قد أرسلت لصحيفة كرونيكل عام 1990، بختم بريدي من مدينة إوريكا، وقد عُثِر على الرسالة من قبل مساعد التحرير دانيل كينج. داخل الظرف، بالإضافة إلى بطاقة، كان هناك نسخ لمفتاحين لخدمة بريد الولايات المتحدة، خط الكتابة على البطاقة مشابه لخط الزودياك، لكن خبير تحليل الوثائق لويد كننغهام قال أن الرسالة مزيفة، لكن بعض الخبراء يختلفون مع رأيه. كما أن البطاقة لا تحتوي على توقيع الزودياك، في النهاية، قامت صحيفة كرونيكل بإعطاء جميع المواد لمديرية الشرطة بمدينة فاليجو.

## المشتبه بهم
تم الاشتباه في العديد من الأشخاص.

ألين المشتبه به عام 1991

اتهم روبرت جرايسميث في كتابه الذي ألفه عن الزودياك شخصا يدعى آرشر آلن، وكان ذلك بناء على دليل ظرفي، حيث أن الآلة الكاتبة التي استخدمت في كتابة الرسالة الموجهة لشرطة مدينة ريفرسايد هي علامة تجارية تابعة لشركة رويال، ونفس نوع آلة الكتابة قد عُثِر عليها في منزل آلن في فبراير 1991، كما أن المشتبه به كان يملك ساعات تحمل اسم الزودياك، وقد كان يعمل في مدينة فاليجو ويعيش بالقرب من دارلين فيرين.
تيد كازينسكي، والمعروف أيضا باسم "The Unabomber" اشتبه به في البداية أن يكون الزودياك لكن تم نبذ هذه النظرية لاحقا.
في 2002، قامت الشرطة بسان فرانسيسكو بأخذ عينة من الحمض النووي من لعاب كان على الطوابع التي استخدمها الزودياك في رسائله، ثم قامت بمقارنته مع الحمض النووي الخاص بآرشر آلن، أيضا تم أخذ عينة من الحمض النووي الخاص بدون تشيني الذي كان أول شخص يقترح أن آلن هو الزودياك. تم استبعاد آلن وتشيني لأن النتائج لم تكن مطابقة، أيضا لا يوجد دليل على أن الحمض النووي المأخوذ من الطوابع هو خاص بالزودياك نفسه.

## الوضع الحالي للتحقيقات
في أبريل 2004، وبسبب الضغط الكبير وعدد القضايا فقد تركت مديرية الشرطة بسان فرانسيسكو القضية «غير نشطة»، ثم قامت بفتحها مجددا قبل مارس 2007
أيضا، ما زالت القضية مفتوحة في مقاطعة نابا ومدينة ريفرسايد.[بحاجة لمصدر]
سنة 2007، دينيس كوفمان ادعى أن زوج والدته جايك تيرينس هو الزودياك، قدم كوفمان العديد من الأشياء لمكتب التحقيقات الفيدرالي منها قلنسوة مشابهة لتلك التي ارتداها الزودياك وفقا للمصادر الإعلامية، تحليلات الحمض النووي التي أجراها المكتب الفيدرالي اعتبرت غير حاسمة في 2010.ادعى كوفمان لاحقا أنه يملك صور وملفات حول ضحايا الزودياك وادعى أنها تخص والده، أيضا قام بنشر بعض الصور من تلك الملفات في موقعه الخاص، لكنها كانت ذات جودة منخفضة جداً لدرجة أنه لا يمكن اعتبارها كدليل قاطع.
في 2009، ديبرا بيريز ادعت أن والدها جاي وارد هندريكسون هو الزودياك، بيريز كانت قد ادعت سابقا أنها ابنة غير شرعية للرئيس الأمريكي السابق جون كينيدي، لذلك لم يتم أخذ ادعائها بعين الاعتبار.

## معرض صور

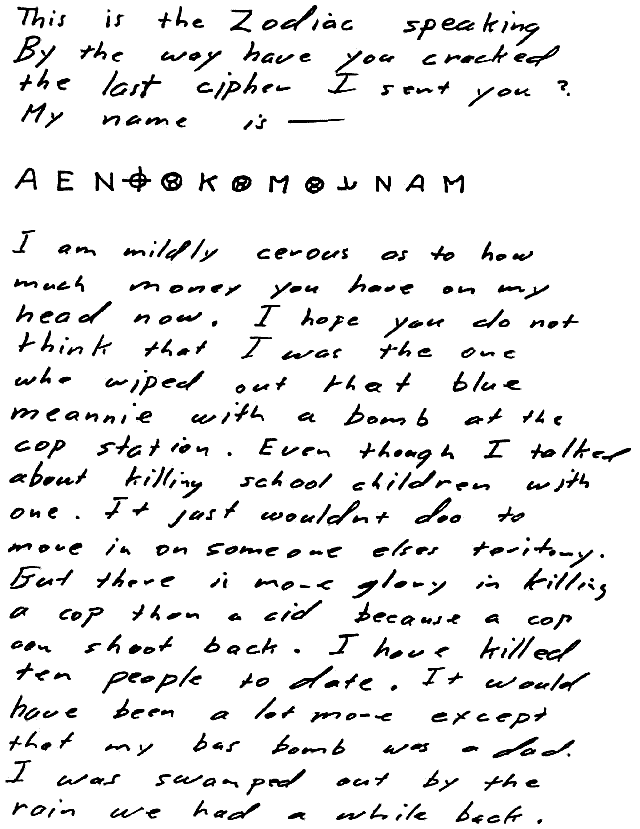